# Louis Gallois
Louis Gallois (n. 26 ianuarie 1944, Montauban, Midi-Pyrénées, Franța) este un om de afaceri francez. A fost CEO al EADS, compania europeană de apărare aerospațială, din 2007 până în 2012.

## Biografie
Gallois a condus mai multe departamente publice de-a lungul carierei sale.
A fost numit șef al cabinetului civil și militar al Ministerului francez al Apărării (1988-1989). A fost președinte și CEO al Snecma, un producător de motoare de avioane și rachete, din 1989 până în 1992, când a devenit CEO al Aérospatiale, o companie aerospațială de stat franceză. A condus acea companie până în 1996, când a devenit președinte al SNCF, compania națională de căi ferate de stat a Franței.
Gallois sa alăturat EADS la 2 iulie 2006, după ce Noël Forgeard a demisionat. Forgeard a demisionat după acuzații de tranzacționare a informațiilor privilegiate, pe care le-a negat. Forgeard a vândut acțiunile EADS cu săptămâni înainte ca filiala Airbus să anunțe că Airbus A380 va fi amânat din nou. Anunțul a provocat o scădere cu 26% a prețului acțiunilor EADS.
La 9 octombrie 2006, Gallois l-a înlocuit pe Christian Streiff ca CEO al producătorului de avioane Airbus S.A.S. La 16 iulie 2007, structura de conducere a EADS a fost schimbată, iar Gallois a fost numit CEO al EADS pentru o perioadă de cinci ani. El a fost înlocuit la 31 mai 2012 de Tom Enders, directorul general al Airbus.
Gallois este membru al consiliului de administrație al École centrale de Paris și președinte al Fondation Villette-Entreprises. În 2012, imediat după ce a părăsit EADS, Gallois a devenit comisarul pentru investiții al guvernului. Și-a deținut funcția până în 2014.
În iunie 2012, a fost ales președinte al FNARS (Fédération nationale des Associations d'accueil et de réinsertion sociale), un grup axat pe acțiuni sociale și de solidaritate.
Louis Gallois a absolvit HEC Paris și ENA.